# Pfarrkirche Altlichtenwarth
Die römisch-katholische Pfarrkirche Altlichtenwarth steht in der Gemeinde Altlichtenwarth im Bezirk Mistelbach in Niederösterreich. Sie ist dem heiligen Nikolaus geweiht und gehört zum Dekanat Poysdorf im Vikariat Unter dem Manhartsberg der Erzdiözese Wien. Das Bauwerk steht unter Denkmalschutz.

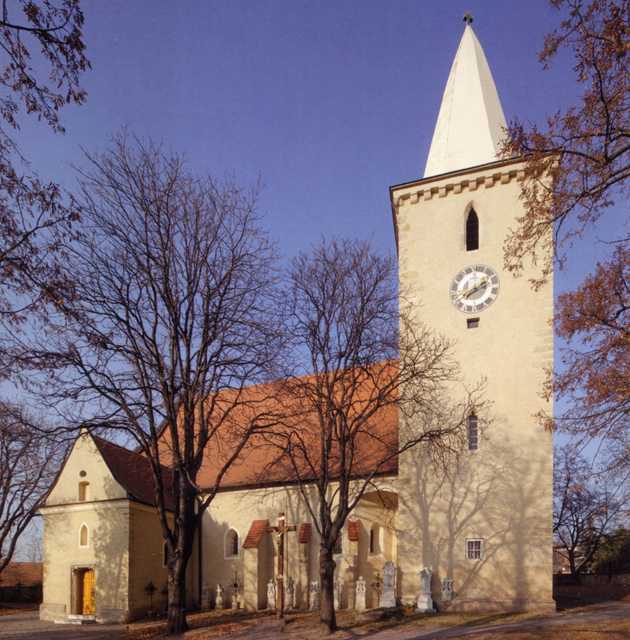
Pfarrkirche hl. Nikolaus in Altlichtenwarth

## Gründung
Die Gründung der Kirche war das Ergebnis der Entwicklung der Besitznahme des östlichen Gebietes entlang der March – im Norden durch die Thaya und im Süden durch Fischa und Piesting begrenzt – das als Neu- oder Ungarnmark bezeichnet wurde. Dieser Name stammt aus dem 19. Jahrhundert, da das Gebiet in der Urkunde Heinrichs III. vom 15. Juli 1045 als „100 Königshufen zwischen Zaya, March und Sulzbach“ beschrieben wurden, die dem genannten Siegfried zugesprochen wurden, um durch die Ansiedlung von Kriegern die Reichsgrenze des Heiligen Römischen Reiches zu Ungarn zu sichern. Es entstand ein Netz befestigter Stützpunkte, das nur mit Hilfe der erforderlichen Kriegern von Adeligen gehalten werden konnte, die über genügend Mittel verfügten. So zählte in der Folge Heinrich der I. von Lichtenstein Sitze an der Zaya und am Staatzerweg zu seinem Eigentum. Die Lage an einer wichtigen Fernhandelsroute mag der Grund dafür sein, dass die Pfarrkirche unter den Schutz des Heiligen für Kaufmannssiedlungen, des heiligen Nikolaus, gestellt wurde.

## Bauphasen

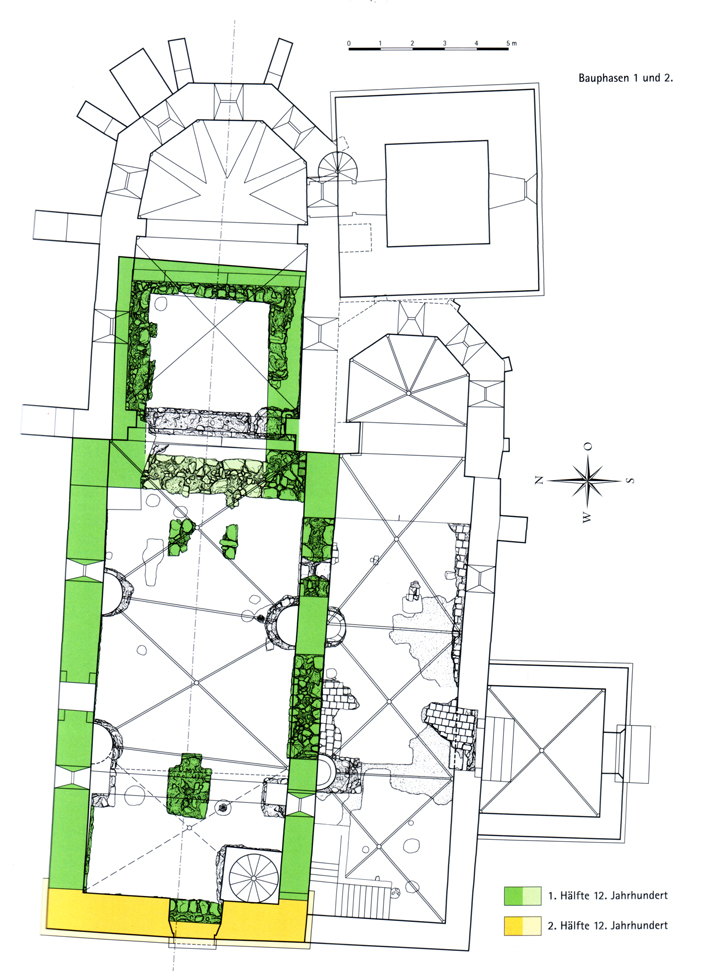
Bauphase 1 und 2

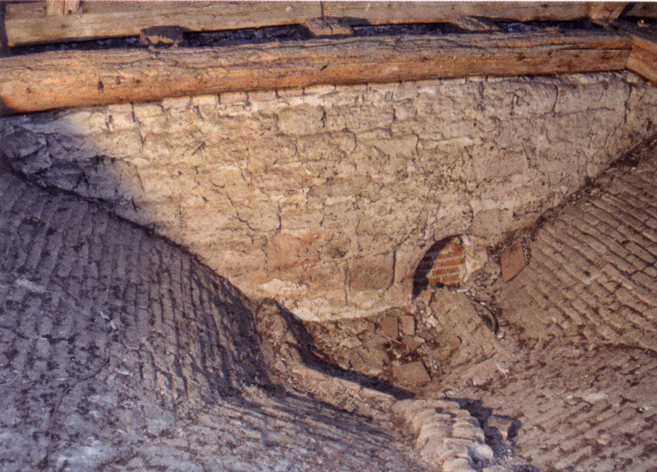
Fenster am Dachboden

Die Kirche besteht aus einem Hauptschiff, das mit einer Abweichung von 3,65° nach Osten ausgerichtet ist. Es wurde bereits in der Gotik um 1200 um ein südlich angebauten Seitenschiff erweitert, das im Inneren durch Arkaden betreten wird. Nach Osten hin schließen an beide Schiffe Chorbereiche an. Der Chor des Hauptschiffes – ursprünglich viereckig, heute mit vorgelagertem, mehreckigen Presbyterium aus dem 13. Jahrhundert – wurde durch einen Turm im 15. Jahrhundert erweitert. Heute wird die Kirche durch einen Eingangsbereich, der dem Seitenschiff vorgelagert ist, betreten.
Christliche Zahlenmystik spiegelt sich in den Maßen des Gründungsbaues wider. Das für diesen Bau verwendete Grundmaß eines Fußes betrug 0,297 m, wie in den Weiten der noch erhaltenen, ursprünglichen Fenstern gespeichert ist. Mit dieser Information können die Maße in Zoll ermittelt werden. Die Saalbreite misst beispielsweise 333 Zoll, die Länge 600 Zoll.
In den 1990ern wurden im Rahmen der Renovierung interessante Details zur Baugeschichte des Gebäudes entdeckt. Unter dem abgeschlagenen Außenverputz traten Steingefüge aus unterschiedlichen Jahrhunderten zu Tage. Die verschiedenen Mauertechniken hielten sieben Bauphasen zwischen der Errichtung und dem 15. Jahrhundert fest. Durch archäologische Grabungen wurden unter dem Fußboden Bestattungen aus dem 15. und 17. Jahrhundert freigelegt.

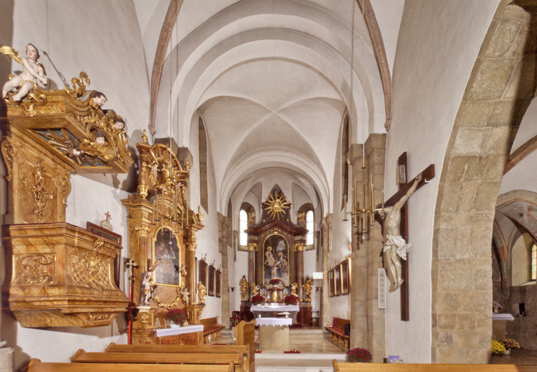
Hauptschiff

Aufgrund der Umgestaltung des Daches durch spätgotische Gewölbekappen sind am Dachboden Spuren der vorangegangenen Architektur erkennbar. Hier sind noch die Überreste von vier nach Westen und Osten ausgerichteten Fenstern der ersten Bauphase erhalten. Möglicherweise war der Neubau des Daches durch einen Brand erforderlich, wovon heute noch die Rotfärbung und die Abplatzungen der Steinquader Zeugnis legen. 
Zerstörung mag einer der Gründe für die Umbauten gewesen sein, aber auch Zuwachs der zu versorgenden Seelen sowohl im religiösen Sinne als auch in der Schutzfunktion der steinernen Pfarrkirchenmauern vor drohenden Feinden.
Im Inneren der Kirche weisen zahlreiche Details wie Säulen, Joche, Konsolen und Rippen auf die oftmalige Umgestaltung. Diese haben neben ihrer dekorativen Wirkung durchaus auch statische Funktion.

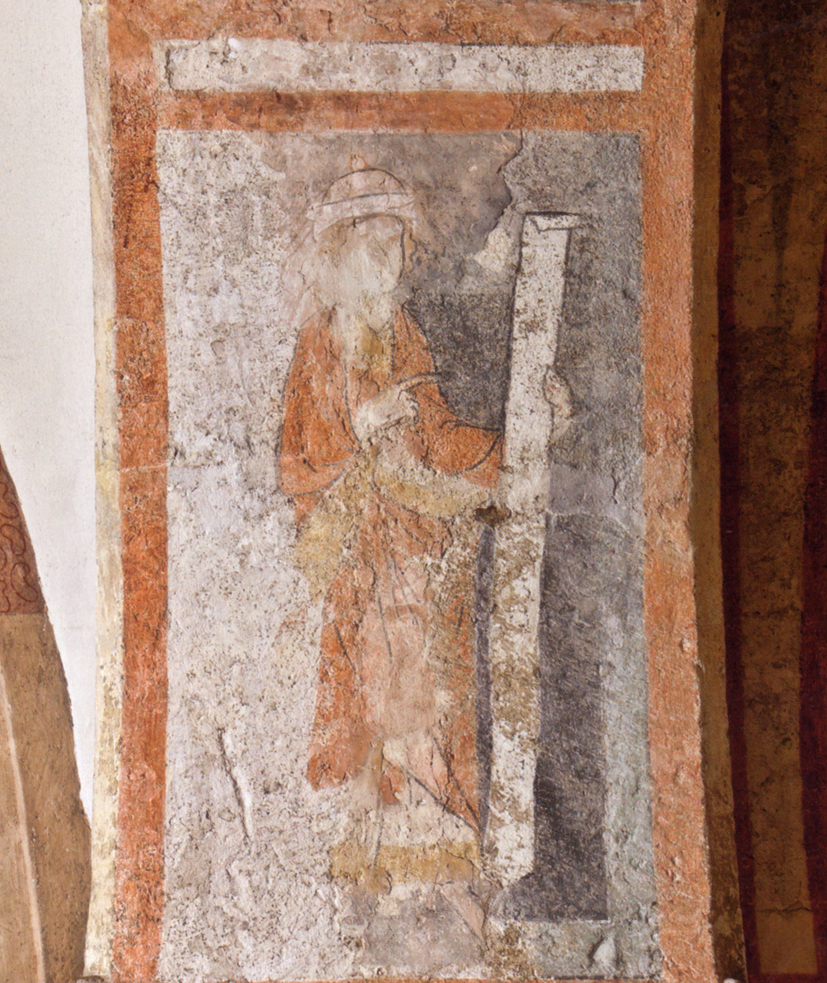
Fresko, Prophet mit Spruchband

Die Schlusssteine der Gewölbe treten durch ihre plastisch Verzierung hervor und Schulterportale aus der Nähe betrachtet geben Auskunft über die originellen Ideen der Steinmetze.

## Fresken
1937 wurden die Fresken in der Apsis der Kapelle des Seitenschiffes entdeckt. Vermutlich wollte der Bauherr, Heinrich der II. von Lichtenstein hier bestattet werden – die Gruft befindet sich unter dem Altar – und ließ dafür die Apsis mit prächtigen Fresken ausschmücken. Sie zählen zu den bedeutendsten des beginnenden 14. Jahrhunderts. Vier Propheten mit Schriftrollen und vermutlich das Stifterpaar Heinrich II. von Lichtenstein und seine Gemahlin Petrissa von Zelking befinden sich im Triumphbogen, der den Eingang umspannt. 

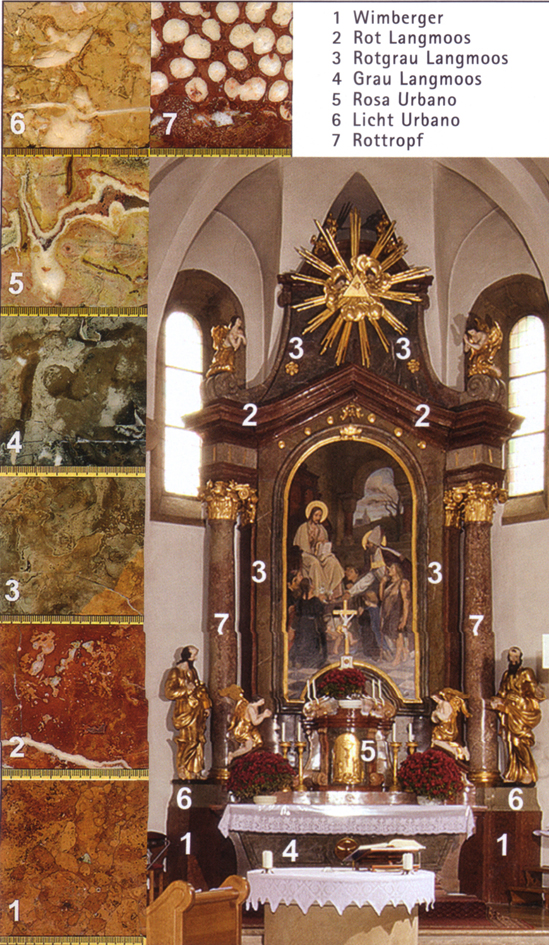
Hauptaltar aus Adneter Marmor

An den Wänden sind die Zwölf Apostel, Petrus und Paulus mit Schlüssel und Schwert abgebildet. Die naturalistischen Abbildungen und geometrisch gemusterten Rahmen sind in Rot-Blau-Weiß gehalten.

## Gesteine des Altars
Den Hochaltar ließ Pfarrer Josef Plack zwischen 1740 und 1770 errichten. Die zentrale biblische Darstellung ist in einem marmornen Rahmen platziert, der durch Struktur und Farben des damals sehr beliebten Adneter Marmor eine petrologische und künstlerische Kostbarkeit darstellt. Dieser Kalkstein bildet sich vor etwa 208,5 bis 201,3 Millionen Jahren im tropischen Flachwasserbereich und wurde nachträglich im Tiefwasserbereich mit rotbraunem Kalkschlamm verfüllt. In zahlreichen Steinbrüchen der Region Adnet bei Hallein werden diese variationsreichen Gesteine abgebaut, die auch im Wiener Stephansdom und dem Parlament Verwendung fanden.

## Bestattungen unter der Kirche

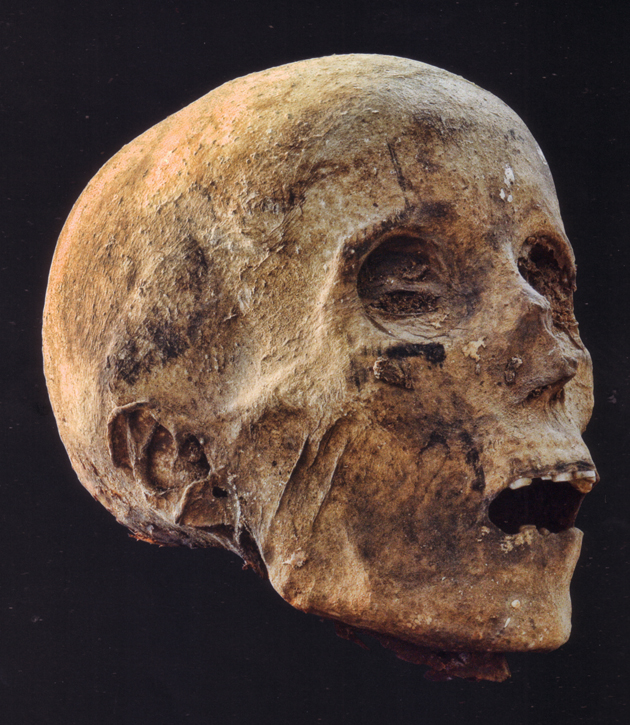
Mumie aus der Gruft

Bei archäologischen Untersuchungen im Zuge der Renovierungsarbeiten 1992 wurden unter dem Fußboden 44 Gräber von 66 menschlichen Individuen entdeckt. Darunter befanden sich nicht nur Frauen und Männer, sondern auch Kinder und Jugendliche, sowie Kleinkinder und zwei Neugeborene. Die Männer des 15. Jahrhunderts starben durchschnittlich mit 33 Jahren, im 17. und 18. Jahrhundert wurden sie 38 Jahre alt. Bei zwei Toten handelt es sich um so genannte Topfbestattungen: Auf dem Leichnam wurde ein Topf mit der Öffnung nach unten abgestellt. Bei einer 20- bis 25-jährigen Frau, die vor ihrem Tod mehrere Monate aufrecht sitzend mit ausgestreckten Beinen verbracht hat, weisen die Hüftgelenke krankhafte Veränderungen auf. Der Topf wurde in diesem Fall im Beckenbereich vorgefunden.
Unter dem Altar der Kapelle des Seitenschiffes befindet sich die Gruft. Zufällige klimatische Gegebenheiten – ein schwacher Luftstrom – sorgten hier für eine Mumifizierung der Toten, fünf Männer und zwei Frauen. Das durchschnittliche Sterbealter lag bei etwa 50 Jahren, also wesentlich höher als bei den Bestattungen unter dem Fußboden. Daher ist anzunehmen, dass die hier bestatteten Persönlichkeiten bessere Lebensbedingungen hatten. Erhöhte Bleiwerte in den erhaltenen Knochen lassen auf beträchtlichen Weingenuss aus bleioxidisch glasierten Trinkbechern schließen.